# Michel-Charles Le Cène
Michel-Charles Le Cène, né vers 1684 à Honfleur et mort le 29 avril 1743 à Amsterdam, est un imprimeur et éditeur d'origine française établi en Hollande.

## Biographie
Il était issu d'une famille de huguenots qui dut s'exiler hors de France après la révocation de l'Édit de Nantes et s'installer en Hollande. En 1716 il épousa  Françoise Roger (1694-1723), une des filles du fameux éditeur Estienne Roger, également huguenot normand d'origine et il travailla dans l'entreprise de son beau-père. Au plus tard en 1720, il s'établit à son compte comme imprimeur et éditeur. Cependant, Estienne Roger puis ses successeurs (sa fille Jeanne et son adjoint Gerrit Drinkman) moururent tous trois en 1722-1723 en l'espace de quelques mois. Le Cène reprit alors l'entreprise et publia dans les années suivantes sous le nom « Estienne Roger & Le Cène » de nombreuses rééditions des ouvrages précédemment publiés par Roger. Quant aux nouvelles publications, elles se firent simplement sous son propre nom. 
La majeure partie de l'activité d'édition et d'impression, tant de Roger que de Le Cène concernait l'édition musicale. Pendant les quelque vingt années qu'il dirigea son entreprise, Le Cène sortit une centaine de nouvelles parutions, comprenant entre autres des œuvres de Vivaldi, Geminiani, Haendel, Quantz, Tartini, Telemann, Locatelli (Italien établi à Amsterdam avec lequel il était ami). Le soin et le goût apporté à l'édition des partitions (par lui comme par Roger) furent appréciés à travers toute l'Europe : il est significatif que Vivaldi délaissa les imprimeurs vénitiens de ses deux premiers Opus - Giuseppe Sala puis Antonio Bortoli - pour confier l'édition de toutes ses autres œuvres à Roger et à ses successeurs. Des accords commerciaux conclus en Angleterre, en Allemagne, en France et aux Pays-Bas leur assurèrent une large diffusion. 
Après la mort de Le Cène en 1743, l'entreprise fut reprise par le libraire E.-J. de la Coste, lequel ne fit rien d'autre que publier un catalogue des ouvrages édités par Roger et Le Cène et revendre l'affaire en 1746 à Antoine Chareau, un ancien collaborateur de Le Cène. Deux années plus tard, l'atelier cessa définitivement son activité.